# Кинетт де Серне, Жан Шарль
Жан-Шарль Кинетт де Серне (фр. Jean-Charles Quinette de Cernay; 1776—1822) — французский военный деятель, бригадный генерал (1811 год), барон (1808 год), участник революционных и наполеоновских войн.

## Биография
Начал военную службу 1 августа 1792 года. Сражался в составе Рейнской армии. 30 сентября 1792 года был ранен при Шпайере. 9 ноября 1793 года в звании лейтенанта переведён во 2-й полк конной артиллерии. 20 апреля 1795 года стал адъютантом генерала Гоша в Западной армии. С 1797 года служил в Самбро-Маасской армии. 6 июля 1797 года назначен командиром эскадрона фузилеров 12-го конно-егерского полка. В 1798 году сражался в рядах Дунайской и Рейнской армий.
29 марта 1805 года произведён в майоры 12-го конно-егерского. 31 декабря 1806 года получил звание полковника, и назначен командиром 5-го кирасирского полка. Сражался в рядах 2-й дивизии тяжёлой кавалерии. Отличился при Гофе, Эйлау, Виттенберге и Кёнигсберге. В 1809 году участвовал в кампании против австрийцев в составе Армии Германии, отличился в сражениях при Экмюле, Регенсбурге, Эсслинге и Ваграме.
6 августа 1811 года стал бригадным генералом, и 25 декабря возглавил бригаду в 5-й дивизии тяжёлой кавалерии. 18 февраля 1812 года снят с должности и арестован по обвинению в хищении полковых средств, но сумел покрыть растрату и был освобождён.
14 февраля 1813 года возобновил службу по приказу Императора, и 1 марта возглавил бригаду в составе 1-й дивизии тяжёлой кавалерии. Участвовал в Саксонской кампании. 16 июня – комендант кавалерийского депо в Лейпциге. С 15 июля командовал 2-й бригадой 4-й дивизии тяжёлой кавалерии. Отличился 16-18 октября 1813 года в сражении при Лейпциге. 20 декабря 1813 года – командир 2-й бригады в составе 5-й кавалерийской дивизии генерала Жакино 6-го кавалерийского корпуса. Принимал участие во Французской кампании, отличился в сражениях при Бар-сюр-Обе и Сен-Дизье.
При первой Реставрации оставался с 1 сентября 1814 года без служебного назначения. Во время «Ста дней» присоединился к Императору и служил в составе 8-й дивизии Рейнской армии. После второй Реставрации вышел в отставку.

## Воинские звания
- Второй лейтенант (1 августа 1792 года);
- Лейтенант (9 ноября 1793 года);
- Капитан (31 августа 1794 года);
- Командир эскадрона (6 июля 1797 года, утверждён в чине 24 июня 1801 года);
- Майор (29 марта 1805 года);
- Полковник (31 декабря 1806 года);
- Бригадный генерал (6 августа 1811 года).

## Титулы
- Барон Кинетт де Серне и Империи (фр. baron Quinette de Cernay et de l'Empire; декрет от 19 марта 1808 года, патент подтверждён 5 октября 1808 года)[1].

## Награды
Легионер ордена Почётного легиона (14 июня 1804 года)
 Офицер ордена Почётного легиона (11 июля 1807 года)
 Коммандан ордена Почётного легиона (27 декабря 1814 года)
 Кавалер военного ордена Святого Людовика (27 декабря 1814 года)
 Кавалер ордена Железной короны (1809 год)
 Кавалер саксонского военного ордена Святого Генриха (1809 год)